# Governo da Catalunha (2016-2017)
O Governo Regional da Catalunha de 2016-2017 é um governo formado desde as eleições regionais na Catalunha em 2015 até a intervenção espanhola durante a independência unilateral não-reconhecido em 2017, e liderado por Carles Puigdemont. Integra a coligação Juntos pelo Sim, composta pelos partidos Convergência Democrática da Catalunha e Esquerda Republicana da Catalunha. Tem como objetivo fundamental a organização de um referendo sobre a independência da Catalunha.

## Composição do Governo
| Pasta                                                                          | Titular           | Partido                                                            |
| ------------------------------------------------------------------------------ | ----------------- | ------------------------------------------------------------------ |
| Presidente da Generalitat de Catalunya                                         | Carles Puigdemont | Juntos pelo Sim (Partido Democrático Europeu Catalão)              |
| Vice-presidente da Generalitat de Catalunya Conselheiro de Economia e Finanças | Oriol Junqueras   | Juntos pelo Sim (Esquerda Republicana da Catalunha)                |
| Porta-voz da Generalitat de Catalunya                                          | Neus Munté        | Juntos pelo Sim (Partido Democrático Europeu Catalão)              |
| Porta-voz da Generalitat de Catalunya                                          | Jordi Turull      | Juntos pelo Sim (Partido Democrático Europeu Catalão)              |
| Conselheiro das Relações Institucionais e Exteriores                           | Raül Romeva       | Independente - Juntos pelo Sim (Esquerda Republicana da Catalunha) |
| Conselheiro das Empresas                                                       | Jordi Baiget      | Juntos pelo Sim (Partido Democrático Europeu Catalão)              |
| Conselheira do Trabalho, dos Assuntos Sociais e da Família                     | Dolors Bassa      | Independente - Juntos pelo Sim (Esquerda Republicana da Catalunha) |
| Conselheira da Agricultura, Pecuária, Pesca e Alimentação                      | Meritxell Serret  | Independente - Juntos pelo Sim (Esquerda Republicana da Catalunha) |
| Conselheiro do Território e da Sustentação                                     | Josep Rull        | Juntos pelo Sim (Partido Democrático Europeu Catalão)              |
| Conselheiro da Saúde                                                           | Toni Comín        | Independente - Juntos pelo Sim (Esquerda Republicana da Catalunha) |
| Conselheira do Ensino                                                          | Meritxell Ruiz    | Juntos pelo Sim (Partido Democrático Europeu Catalão)              |
| Conselheiro da Justiça                                                         | Carles Mundó      | Juntos pelo Sim (Esquerda Republicana da Catalunha)                |
| Conselheiro da Cultura                                                         | Santi Vila        | Juntos pelo Sim (Partido Democrático Europeu Catalão)              |
| Conselheira do Governo                                                         | Meritxell Borràs  | Juntos pelo Sim (Partido Democrático Europeu Catalão)              |
| Conselheiro do Interior                                                        | Jordi Jané        | Juntos pelo Sim (Partido Democrático Europeu Catalão)              |